# Mycosphaerella buckinghamiae
Mycosphaerella buckinghamiae är en svampart som beskrevs av Crous & Summerell 2000. Mycosphaerella buckinghamiae ingår i släktet Mycosphaerella och familjen Mycosphaerellaceae.   Inga underarter finns listade i Catalogue of Life.